# プロピオニルCoA
プロピオニルCoA（Propionyl-CoA）は、化学式がC24H40N7O17P3Sで表される分子量が823.599 g/molの有機化合物である。

## 代謝

### 生合成
プロピオニルCoAはいくつかの経路で生成する。
- 反芻動物で起こる奇数鎖脂肪酸のβ酸化
- イソロイシン、バリン、トレオニン、メチオニンの代謝。

### 代謝的運命
哺乳動物では、プロピオニルCoAはビオチン依存性酵素であるプロピオニルCoAカルボキシラーゼによって(S)-メチルマロニルCoAに変換される。この酵素反応では炭酸水素イオンとATPを要する。この生成物はさらにメチルマロニルCoAエピメラーゼによって(R)-メチルマロニルCoAに変換される。(R)-メチルマロニルCoAは、メチルマロニルCoAムターゼによってスクシニルCoAに変換されるが、この酵素は炭素-炭素結合の移動を触媒するためのコバラミン（ビタミンB12）を要する。メチルマロニルCoAムターゼの欠如は、血液のpHが低下するメチルマロン酸血症（Methylmalonic acidemia）を引き起こす。
生成したスクシニルCoAは、クエン酸回路の中間体として代謝される。

## 植物と昆虫での代謝
植物と昆虫ではプロピオニルCoAは異なる経路で酢酸に代謝されるが、これはβ酸化に類似している。この経路の細部すべてが解明されたわけではないが、アクリリルCoAと3-ヒドロキシプロピオニルCoAが生成することが分かっている。この代謝により3-ヒドロキシプロピオニルCoAの1-炭素が二酸化炭素となり、3-炭素は酢酸の1-炭素となる。